# Рингау
Рингау (њем. Ringgau) општина је у њемачкој савезној држави Хесен. Једно је од 16 општинских средишта округа Вера-Мајснер. Према процјени из 2010. у општини је живјело 3.202 становника. Посједује регионалну шифру (AGS) 6636010, NUTS и LOCODE код.

## Географски и демографски подаци
Рингау се налази у савезној држави Хесен у округу Вера-Мајснер. Општина се налази на надморској висини од 379 метара. Површина општине износи 66,8 km². У самом мјесту је, према процјени из 2010. године, живјело 3.202 становника. Просјечна густина становништва износи 48 становника/km².